# Крыловская волость
Крыловская волость — волость (низшая административно-территориальная единица) в составе Осинского уезда (3-го стана) Пермской губернии Российской Империи. Ныне территория Осинского городского округа и Бардымского района Пермского края России. Волостной центр  Крылово

## Состав
В «Списке населенных мест Пермской губернии» 1904 года указано распределение по обществам
Крыловское общество: Крылово, с. Городище (Шаньгин), поч. Кунжели, поч.
Красноярское общество:
Краснояр, д.
Трубинов, поч.
Белов, поч.
Пашийское общество:
Пашия, д.
Нижне-Мутавлинское общество:
Нижняя Мутавля, д.
Средняя Мутавля, д.
Петухи, поч.
Верхне-Мутавлинское общество:
Верхняя Мутавля, д.
Загоринское общество:
Загорная, д.
Тало-Реченское общество:
Талая Речка, д.
Верх-Глубока, д.
Сергеевка, д.
Горское общество:
Долгая Гора, д.
Больше-Никольское общество:
Больше-Никольская, д.
Мало-Никольское общество:
Мало-Никольская, д.
Бичуринское общество:
Бичурина, д.
Денисов, поч.
Ирьякское общество:
Ирьяк, д.
Гривенник, поч.
Мостовинское общество:
Мостовая, д.
Язловское общество:
Язлова, д.
Гремячинское общество:
Гремяча, д.
Осочинское общество:
Осока, д.
Ключи, д.
Александровское общество:
Александровка, д.
Песьянка, д.
Потайная, д.
Тюмись, д.
Верх-Чермодинское общество:
Верхняя Чермода, д.
Нижне-Чермодинское общество:
Нижняя Чермода, д.
Розстани, д.
Усть-Тунтор, д.
Средняя Чермода, д.
Нижний Чекур, д.
Сидяхинское общество:
Верхний Чекур, д.
Малков, поч.
Власов, поч.
Щипинское общество:
Щипа, д.
Кузинское общество:
Большая Кузя, д.
Малая Кузя, д.
В 1913 году в состав волости входили 43 населённых пункта:
- Александровка
- Белов
- Бичурина (ныне Бичурино)
- Большая Кузя
- Больше-Никольская
- Верх-Глубока
- Верхний Чекур
- Верхняя Мутавля
- Верхняя Чермода
- Власов
- Городище (Шаньгин)
- Гремяча
- Гривенник
- Денисов
- Долгая Гора
- Загорная
- Ирьяк
- Ключи
- Краснояр
- Крылово (Крыловское, Покровское) — волостной центр
- Кунжели
- Малая Кузя
- Малков
- Мало-Никольская
- Мостовая
- Нижний Чекур
- Нижняя Мутавля
- Нижняя Чермода
- Осока
- Пашия
- Песьянка
- Петухи
- Потайная
- Розстани (ныне Росстани)
- Сергеевка
- Средняя Мутавля
- Средняя Чермода
- Талая Речка
- Трубинов
- Тюмись
- Усть-Тунтор
- Щипа
- Язлова